# Механический путешественник
«Механический путешественник» (англ. Mechanical traveller), Шагающий паровоз или Паровой конь — один из первых в мире паровозов. Также самый известный из паровозов необычных конструкций, так как передвигался по рельсам с помощью двух механических «ног».

## Предпосылки
Рост цен на корма (в основном из-за наполеоновских войн) привёл к тому, что многие предприятия стали пытаться заменить лошадей на машины. Первые паровозы были созданы ещё в 1801 году Ричардом Тревитиком и использовались поначалу для развлечения публики. В 1811 году была предпринята попытка использовать паровоз для грузовой службы. Однако паровоз не смог потянуть тяжёлый состав, а стал боксовать на месте. Из-за этого сложилось ошибочное мнение, что паровоз с гладкими колёсами на гладких рельсах не способен реализовать достаточную силу тяги. Сам Тревитик рекомендовал применить дополнительное шипованное колесо, которое бы зацеплялось за деревянный брус, уложенный вдоль пути, тем самым приводя поезд в движение. Впоследствии было построено несколько паровозов, которые имели зубчатое движущее колесо, зацепляющееся за зубчатую рейку возле рельсов.

## Постройка и конструкция паровоза
Среди тех, кто серьёзно заинтересовался паровозами, был и английский инженер Уильям Брунтон. Он решил не использовать усложнения пути, а пойти, как ему тогда казалось правильным, по пути природы, а именно — сделать механизм, работающий по принципу лошади, то есть с ногами. 22 мая 1813 года инженер запатентовал своё изобретение (патент № 3700), а вскоре на заводах компании «Баттерли» (Дербишир), на которых работал изобретатель, был построен паровоз, который получил название «Механический путешественник». Стоимость паровоза составила всего £240.
Паровоз имел две оси, горизонтальный паровой котёл с рабочим давлением 40 фунтов на кв. дюйм (276 килопаскалей). Сбоку находился один паровой цилиндр, который через рычажную передачу и горизонтальное зубчатое колесо приводил в движение две механические «ноги» позади локомотива, которые представляли собой штанги с гибкими сочленениями. Эти ноги попеременно цепляясь за путь и толкали паровоз вперёд, за что за локомотивом закрепились прозвища «Шагающий паровоз», «Паровой конь» и им подобные. Общий вес локомотива составлял около двух с половиной тонн.

## Судьба паровоза
Данные об испытаниях паровоза довольно скудны. Известно, что он развивал скорость не более 5 км/ч. В 1814 году был построен второй, более мощный паровоз весом уже пять тонн и стоимостью 540 фунтов стерлингов. Этот паровоз водил вагонетки с известняком при строительстве Янтарного причала, что располагался на Кромфортском канале, однако владельцы стройки были недовольны паровозом, потому что скорость не превышала 4,5 км/ч. Вскоре изобретатель пишет в письме знакомому редактору одного из английских журналов об опытах по повышению скорости за счёт повышения давления пара в котле. Однако эти опыты закончились трагически. 15 (31) июля 1815 года при большом стечении народа были проведены испытательные поездки при повышенном давлении, в результате которых паровой котёл взорвался, уничтожив паровоз. Также обломками были убиты на месте 16 (по другим данным 13) гостей, наблюдавших за испытаниями. Данное происшествие вошло в историю как первая в мире железнодорожная катастрофа.

## Другие схожие проекты
В 1820-х французский инженер Форсен-Герман вновь выдвинул идею о применении на паровозе толкающих рычагов. Были даже созданы две наглядные модели, однако сама идея о постройке такого паровоза так и осталась нереализованной, так как к тому времени «Пыхтящий Билли» Уильяма Генри и «Блюхер» Джорджа Стефенсона наглядно показали возможность применения в грузовой работе локомотива с гладкими колёсами на гладких рельсах. В связи с этим, модели Форсена-Германа попали в парижский Музей искусств и ремёсел, а сама идея создания шагающего паровоза была окончательно оставлена.